# Murder-Set-Pieces
Murder-Set-Pieces (bra: O Estripador de Las Vegas) é um filme estadunidense de 2004, dos gêneros suspense e terror, escrito e dirigido por Nick Palumbo.

## Sinopse
O filme conta a história de um fotógrafo de moda cuja verdadeira vocação é matar. Assombrado por traumas de sua infância, ele se transforma em um grande serial killer em Las Vegas. Sua namorada Charlotte nunca desconfiou de nada, mas ela logo descobrirá a verdade da pior maneia possível. Dirigido por Nick Palumbo, "O Estripador de Las Vegas" nos leva ao desejo de ver sangue, sexo e brutalidade em estado puro.

## Elenco
| Ator / Atriz                     | Personagem           |
| -------------------------------- | -------------------- |
| Sven Garrett                     | O Fotógrafo          |
| Cerina Vincent                   | L.A. Garota          |
| Tony Todd                        | Clerk                |
| Gunnar Hansen                    | Mecânico nazista     |
| Edwin Neal (como Ed Neal)        | Bom samaritano       |
| Jade Risser                      | Jade                 |
| Valerie Baber                    | Charlotte            |
| Destiny St. Claire               | Garota bonita        |
| Maria Keough                     | Menina no ônibus     |
| Renee Sloan                      | Prostituta           |
| Lauren Palac                     | Prostituta           |
| Andrea Mitchell                  | Modelo               |
| Jessie DeRoock                   | Fotógrafo jovem      |
| LeAnn Clinton                    | Garota sobre trilhos |
| Shandee Lang (como Shandee Long) | Garota da cadeirinha |